# Miodrag Soric
Miodrag Soric (* 1960) ist ein deutscher Hörfunk- und Fernseh-Journalist.

## Leben und Wirken
Soric studierte Slawistik, Politikwissenschaft und Germanistik an den Universitäten von Köln, Kiew, Moskau und München.
Von Juli 1988 bis März 1989 volontierte er bei der Deutschen Welle. Der deutsche Auslandssender beschäftigte ihn nach dem Volontariat als politischen Redakteur in der Zentralredaktion Politik/Wissenschaft. 1993 machte ihn Intendant Dieter Weirich zu seinem Programmreferenten. 1995 übernahm Soric die Leitung der Russischen Redaktion. 1999 gründete er das Ukrainische Programm der DW. Von 1999 bis 2001 leitete er die Hauptabteilung Osteuropa des Senders. Als Osteuropaexperte wird er regelmäßig angefragt als Autor, Experte oder Moderator bei anderen ARD-Sendern und politischen Stiftungen.
Von 2001 bis 2009 war er als Chefredakteur für den Hörfunkprogramme verantwortlich, ab 2005 auch für die Onlineprogramme. In dieser Zeit verantwortete er u. a. die Berichterstattung in den Fremdsprachenprogrammen über die Terroranschläge vom 11. September 2001, den Einmarsch westlicher Truppen in den Irak (2003). Er koordinierte die Berichterstattung anlässlich der Wahl von Angela Merkel zur Bundeskanzlerin (2005), die Proteste in Paris gegen die Karikaturen mit dem Gesicht Mohameds (2006), der Wahl von Präsident Sarkozy in Frankreich (2007). Er berichtete in Washington live über die Inauguration von Präsident Barack Obama (2009). Soric vertrat als Chefredakteur die DW bei den ARD-Chefredakteuren (AG-Info). Er trug als Chefredakteur Verantwortung für Hunderte von festen und freien Mitarbeitern der DW aus über 60 Ländern.
Zwischen 2009 und 2017 leitete er das Büro der Deutschen Welle in Washington. Er arbeitete in deutscher und englischer Sprache für das Fernsehen des Auslandssenders. Er drehte TV-Reportagen aus fast allen Teilen der USA und Kanadas. Soric berichtete wochenlang über die Folgen der Ölpest im Golf von Mexiko (April und Mai 2010). Er fasste die US-Reaktionen zusammen, nachdem am 2. Mai 2011 US-Spezialeinheiten den Terroristen und Gründer der Gruppe al-Qaida in Pakistan erschossen. Soric ist im August 2014 mit der Kamera dabei als in Ferguson die Rassenunruhen ausbrechen, nachdem ein weißer Polizist den unbewaffneten Afroamerikaner Michael Brown erschossen. Soric berichtete ebenfalls aus New York als dort Polizisten Eric Gerne in einen Würgegriff nehmen, woraufhin der Asthmatiker stirbt und es in den USA erneut zu Rassenunruhen kommt. Soric berichtete regelmäßig aus dem Weißen Haus und dem Kongress, verfolgt unter Präsident Obama und später auch unter Präsident Trump eine Weltmacht auf dem Rückzug. Soric berichtet über den Wahlkampf von Donald Trump, ist live auf Sendung, als dessen Sieg bekannt gegeben wird.
Soric wechselt im Herbst 2017 vom DW-Studio in Washington nach in das nach Moskau. Von dort aus berichtet er bis 2019 als Senior-Correspondent. Oft berichtet er über die sich verschlechternde Lage der Menschenrechte und der Einschränkung der Pressefreiheit in Russland. Er berichtet über viele Proteste gegen die autoritäre Herrschaft Putins.
Seit Mitte 2019 ist er Chief Correspondent der Deutschen Welle mit Sitz in Bonn. Die meisten seiner Geschichten dreht und schneidet er selbst. So im Frühjahr 2020. Da verbrachte er viele Wochen auf dem Rettungsschiff Ocean Viking von SOS Mediterranee. Soric berichtete in einer Doku, wie die 32 Helfer auf dem Schiff 276 Flüchtlinge retteten, die sich von Libyen aus auf den Weg nach Europa gemacht haben. Soric begleitete mit der Kamera im Dezember 2021 den damaligen montenegrinischen Regierungschef Krivokapic bei dessen Bemühungen, die einheimische Korruption zu bekämpfen. Er berichtete im Juli 2023 über Art und Weise, wie Russland die westlichen Sanktionen umgeht.
1991 wurde er mit dem Kurt-Magnus-Preis ausgezeichnet. Er war bis 2009 Vorstandsmitglied bei Reporter ohne Grenzen.
Soric ist Vorstandsmitglied der International Journalists's Programmes (ijp.org).
Bei der IJP gründete er 2001 das Gräfin Dönhoff-Programm der IJP. Dieses organisiert den Journalistenaustausch zwischen Deutschland und Osteuropa. 2006 gründete Soric im Rahmen der IJP das Bundespräsident Johannes Rau Programm. Es organisiert den Journalistenaustausch zwischen der Türkei und Deutschland. Seit 2015 leitet Soric bei der IJP auch den Austausch junger Journalisten in Polen und Deutschland. 2020 gründete Soric bei der IJP ein Austauschprogramm für junge Journalisten aus Deutschland, Derben, Bulgarien und Rumänien. Bei diesem Program geht es vor allem um die Themen Klima und Umweltschutz.
2023 und 2024 amtiert er als Vorsitzender der Auswahlkommission beim CIVIS Medienpreis.
Soric gehört zu den Gründungsmitgliedern des so genannten „Sava-Forums“. Dieses Netzwerk soll Menschen mit serbischen Wurzeln in Deutschland zusammen bringen.
Soric spricht Deutsch, Serbokroatisch, Englisch und Russisch.